# محفز كهربائي

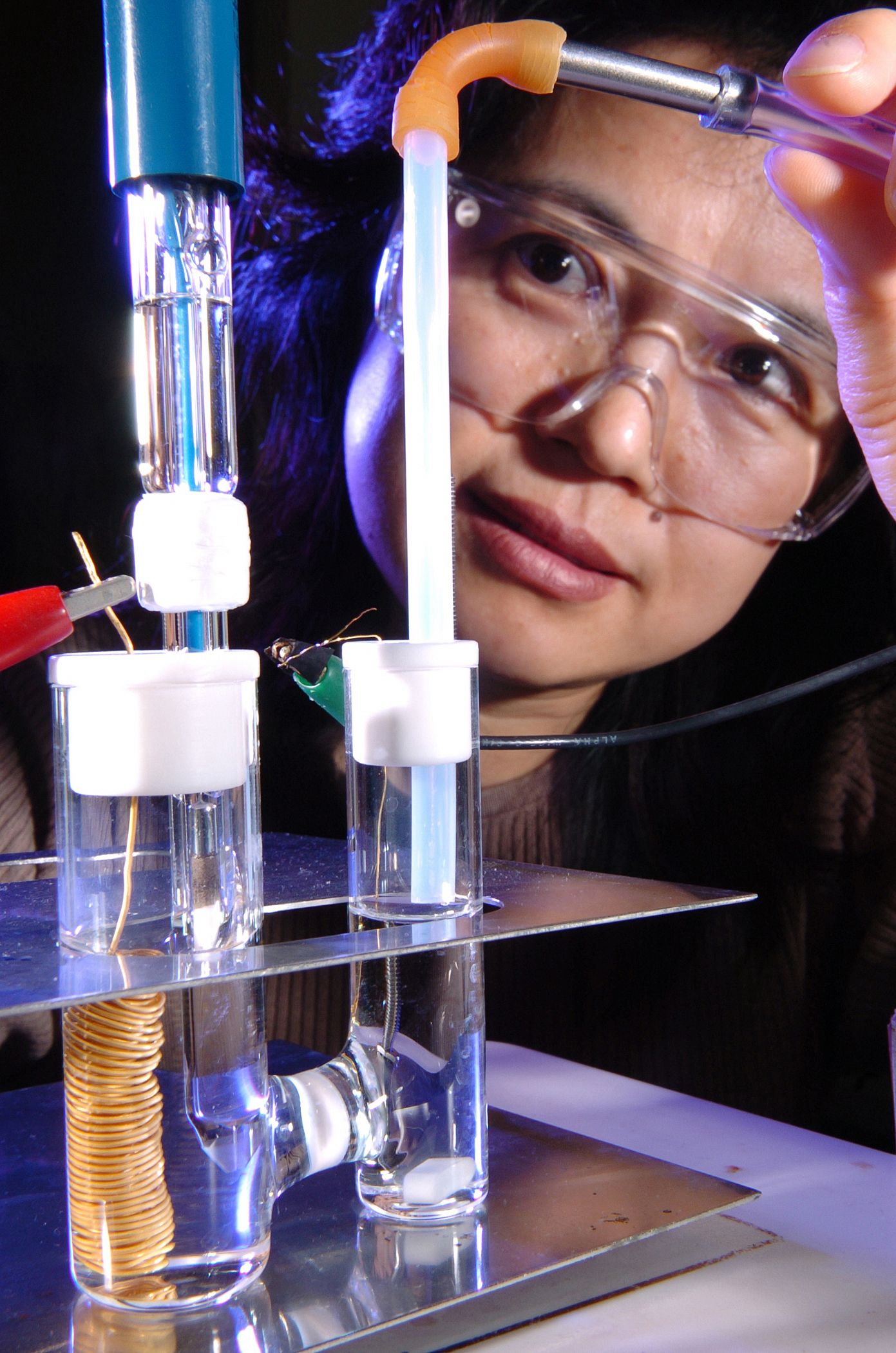
يتم قياس استقرار المحفز الكهربائي للكاثود البلاتيني بواسطة الكيميائي شياو بينغ وانغ

المحفز الكهربائي electrocatalyst هو محفز يشارك في التفاعلات الكهروكيميائية . المحفزات الكهربائية هي شكل محدد من المحفزات التي تعمل على أسطح الأقطاب الكهربائية أو في أغلب الأحيان قد تكون على سطح القطب الكهربائي نفسه. يمكن أن يكون المحفز الكهربائي غير متجانس مثل القطب الكهربائي المصفح . تساعد المحفزات الكهربائية المتجانسة، القابلة للذوبان، في نقل الإلكترونات بين القطب والمواد المتفاعلة، و/أو تسهيل التحول الكيميائي الوسيط المذكور بواسطة نصف التفاعل الشامل. تركز التحديات الرئيسية في المحفزات الكهربائية على خلايا الوقود .

## المحفزات الكهربائية العملية

### عملية الكلور القلوي
تعد عملية الكلور القلوي تطبيقًا واسع النطاق يستخدم المحفزات الكهربائية. توفر هذه التقنية معظم احتياجات الكلور وهيدروكسيد الصوديوم التي تحتاجها العديد من الصناعات. الكاثود عبارة عن أنود تيتانيوم مختلط بأكسيد المعدن (يُسمى أيضًا أنود مستقر الأبعاد).

الخلية الغشائية المستخدمة في التحليل الكهربائي للمحلول الملحي. عند الأنود (A) ، يتأكسد الكلوريد (Cl^{-}) إلى الكلور. يسمح الغشاء الانتقائي للأيونات (B) للأيون Na+ بالتدفق بحرية عبره، ولكنه يمنع الأنيونات مثل الهيدروكسيد (OH^{-}) والكلوريد من الانتشار عبرها. عند الكاثود (C)، يتم اختزال الماء إلى هيدروكسيد وغاز الهيدروجين. هذه العملية هي التحليل الكهربائي لمحلول مائي من كلوريد الصوديوم إلى منتجات مفيدة صناعيا مثل هيدروكسيد الصوديوم وغاز الكلور.

|
|
|
||

### الفلورة الكهربائية
يتم إنتاج العديد من مركبات الفلور العضوية عن طريق الفلورة الكهربائية . أحد مظاهر هذه التقنية هي عملية سيمونز ، والتي يمكن وصفها بالمعادلة التالية:
R3C–H + HF → R3C–F + H2
في سياق التوليف النموذجي يحدث هذا التفاعل مرة واحدة لكل رابطة C – H في المادة الأولية. يتم الحفاظ على [[جهد الخلية بالقرب من 5 – 6 فولت . ويكون الأنود - المحفز الكهربائي - مطلي بالنيكل .

### Hydrodimerization من الأكريلونيتريل
يتم تحويل الأكريلونيتريل إلى أديبونيتريل على نطاق صناعي عن طريق التحفيز الكهربائي.

## الخلفية والنظرية
بشكل عام، المحفز هو عامل يزيد من سرعة التفاعل الكيميائي دون أن يستهلكه التفاعل. من جهة الديناميكا الحرارية، يعمل المحفز على تقليل طاقة التنشيط اللازمة لحدوث التفاعل الكيميائي. المحفز الكهربائي هو محفز يؤثر على طاقة التنشيط للتفاعل الكهروكيميائي. تظهر أدناه طاقة تنشيط التفاعلات الكيميائية من حيث صلتها بطاقة المواد المتفاعلة وطاقة المنتجات. ترتبط طاقة التنشيط في العمليات الكهروكيميائية بالكمون ، أي الجهد، الذي يحدث عنده التفاعل. وبالتالي، فإن المحفزات الكهربائية كثيرًا ما تغير الكمون التي يتم عندها مشاهدة عمليات الأكسدة والاختزال. وبدلاً من ذلك، يمكن اعتبار المحفز الكهربي عاملًا يسهل تفاعلًا كيميائيًا محددًا على سطح القطب. وبالنظر إلى أن التفاعلات الكهروكيميائية تحدث عندما يتم تمرير الإلكترونات من نوع كيميائي إلى آخر، فإن التفاعلات الإيجابية على سطح القطب تزيد من احتمال حدوث التحولات الكهروكيميائية، وبالتالي تقليل الكمون المطلوب لتحقيق هذه التحولات.

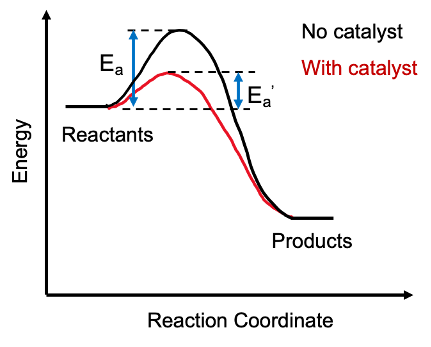
مخطط الطاقة المحتملة للتفاعل مع وبدون محفز. يعمل المحفز على زيادة معدل التفاعل عن طريق خفض طاقة التنشيط للتفاعل دون استهلاكها في التفاعل. يعمل المحفز الكهربي على خفض طاقة التنشيط للتفاعل الكهروكيميائي، وغالبًا ما يؤدي إلى خفض الكمون الكهربائي التي يحدث عندها التفاعل (أحمر).

يمكن تقييم المحفزات الكهربائية وفقًا لثلاثة أرقام حسب الجدارة: النشاط، والاستقرار، والانتقائية. يمكن تقييم نشاط المحفزات الكهربائية كميًا من نعيين كثافة التيار المتولد، وبالتالي مدى سرعة حدوث التفاعل، بالنسبة لجهد تطبيقي معين. يتم وصف هذه العلاقة بمعادلة تافل . في تقييم استقرار المحفزات الكهربائية، تعد قدرة المحفزات على تحمل الإمكانات التي تحدث عندها التحولات أمرًا بالغ الأهمية. تشير انتقائية المحفزات الكهربائية إلى تفاعلها التفضيلي مع ركائز معينة، وتوليدها لمنتج واحد. يمكن تقييم الانتقائية كميًا من خلال معامل الانتقائية، الذي يقارن استجابة المادة للتحليل أو الركيزة المرغوبة مع الاستجابة للتداخلات الأخرى.
في العديد من الأنظمة الكهروكيميائية، بما في ذلك الخلايا الجلفانية وخلايا الوقود وأشكال مختلفة من الخلايا الإلكتروليتية ، فإن العيب هو أنها يمكن أن تعاني من حواجز تنشيط عالية. يتم تحويل الطاقة للتغلب على حواجز التنشيط هذه إلى حرارة. في معظم تفاعلات الاحتراق الطاردة للحرارة، تقوم هذه الحرارة ببساطة بنشر التفاعل تحفيزيًا. في تفاعل الأكسدة والاختزال، تكون هذه الحرارة منتجًا ثانويًا عديم الفائدة في النظام. عادة ما يتم وصف الطاقة الإضافية المطلوبة للتغلب على الحواجز الكمونية من حيث انخفاض كفاءة الفاراديا و الجهد الزائدة العالي. في هذه الأنظمة، سيتطلب كل من القطبين ونصف الخلية المرتبطة به محفزًا كهربائيًا مخصصًا له.
التفاعلات النصفية التي تتضمن خطوات متعددة ، وعمليات متعددة لنقل الإلكترونات ، وتطور أو استهلاك الغازات في تحولاتها الكيميائية الشاملة، غالبًا ما يكون لها حواجز كبيرة في الديناميكا الحرارية . علاوة على ذلك، غالبًا ما يكون هناك أكثر من تفاعل محتمل على سطح القطب. على سبيل المثال، أثناء التحليل الكهربائي للماء ، يمكن للأنود أكسدة الماء من خلال "عملية ثنائية الإلكترون" إلى بيروكسيد الهيدروجين أو عملية رباعية الإلكترون للأكسجين. يمكن أن يؤدي وجود محفز كهربائي إلى تسهيل أي من مسارات التفاعل.

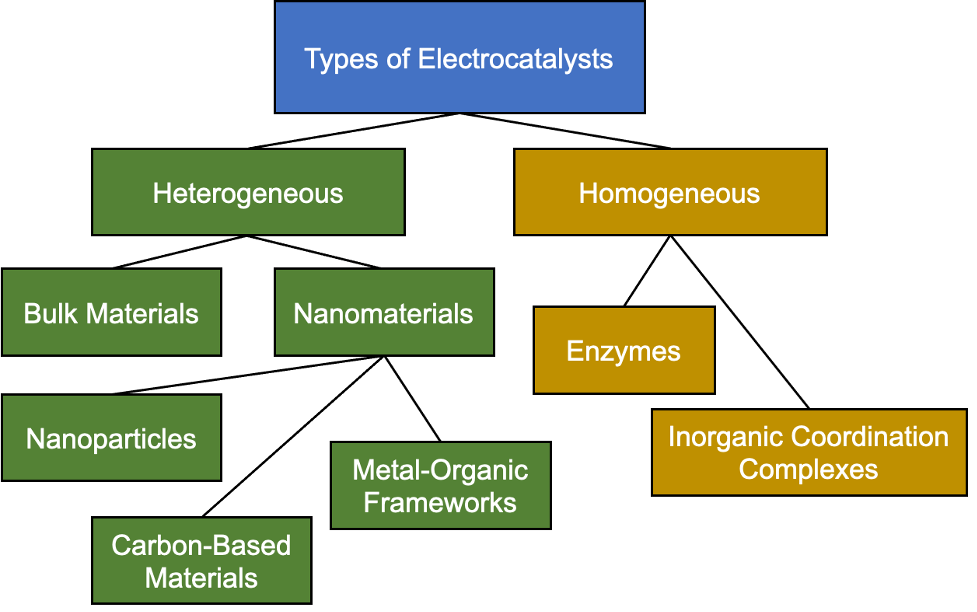
أنواع مواد المحفزات الكهربائية، بما في ذلك المحفزات الكهربائية المتجانسة وغير المتجانسة.

## المحفزات الكهربائية المتجانسة
المحفز الكهربائي المتجانس هو الذي يوجد في نفس الطور من المادة مثل المواد المتفاعلة، على سبيل المثال، مجمع تنسيق قابل للذوبان في الماء يحفز التحويل الكهروكيميائي في المحلول. ولا تمارس هذه التكنولوجيا تجاريا، ولكنها ذات أهمية بحثية.

### معقدات التنسيق الاصطناعية
تحفز العديد من معقدات التنسيق التفاعلات الكهروكيميائية،  ولكن المحفزات غير المتجانسة فقط هي التي لها قيمة تجارية.

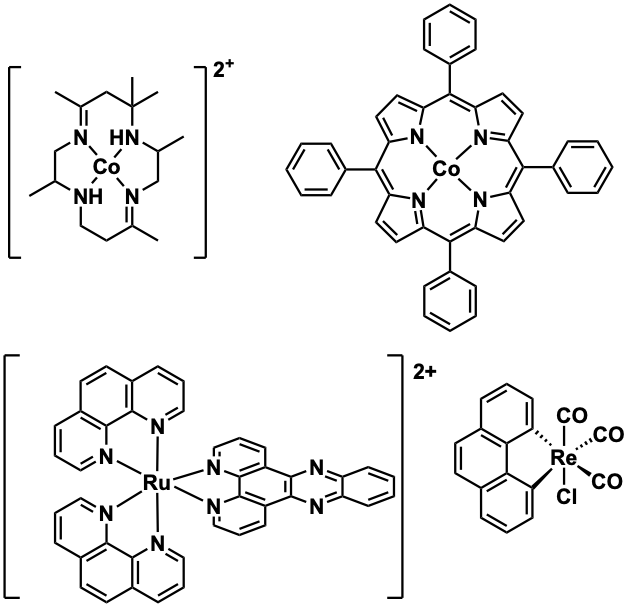
أمثلة على معقدات المعادن الانتقالية التي تعمل كمحفزات كهربائية متجانسة.

### الانزيمات
يمكن لبعض الإنزيمات أن تعمل كمحفزات كهربائية. يمكن الاستفادة من إنزيم النيتروجين ،(انزيم نيتروجيناز ) ، وهو إنزيم يحتوي على عنقود MoFe، لتثبيت النيتروجين الجوي ، أي تحويل غاز النيتروجين إلى جزيئات مثل الأمونيا. يؤدي تثبيت البروتين على سطح القطب واستخدام وسيط إلكتروني إلى تحسين كفاءة هذه العملية بشكل كبير. تعتمد فعالية المحفزات الكهربائية الحيوية عمومًا على سهولة نقل الإلكترون بين الموقع النشط للإنزيم وسطح القطب. توفر الإنزيمات الأخرى نظرة ثاقبة لتطوير المحفزات الاصطناعية. على سبيل المثال ألهمت نازعة هيدروجين الفورمات ، وهو إنزيم يحتوي على النيكل، تطوير معقدات اصطناعية ذات هياكل جزيئية مماثلة لاستخدامها في تقليل ثاني أكسيد الكربون. تعد خلايا الوقود الميكروبية طريقة أخرى يمكن من خلالها الاستفادة من الأنظمة البيولوجية في تطبيقات التحفيز الكهربائي. كما تعمل الأنظمة القائمة على الميكروبات على الاستفادة من المسارات الأيضية للكائن الحي بأكمله، بدلاً من نشاط إنزيم معين، مما يعني أنها قادرة على تحفيز نطاق واسع من التفاعلات الكيميائية. يمكن لخلايا الوقود الميكروبية أن تستمد التيار الكهربي من أكسدة الركائز مثل الجلوكوز،  ويمكن الاستفادة منها في عمليات مثل خفض كميات ثاني أكسيد الكربون.

## المحفزات الكهربائية غير المتجانسة
المحفز الكهربائي غير المتجانس هو محفز يكون في طور من المادة مختلف عن المواد المتفاعلة، على سبيل المثال، سطح صلب يحفز التفاعل في المحلول. تظهر أعلاه باللون الأخضر أنواع مختلفة من مواد المحفز الكهربائي غير المتجانسة. نظرًا لأن تفاعلات التحفيز الكهربي غير المتجانسة تحتاج إلى نقل إلكترونات بين المحفز الصلب (عادةً فلز) والكهارل، والذي يمكن أن يكون محلولًا سائلًا - ولكن أيضًا بوليمر أو سيراميك قادر على التوصيل الأيوني - فإن ديناميكية التفاعل تعتمد على كل من المحفز والكهارل وكذلك على السطح البيني بينهما. تحدد طبيعة سطح المحفز الكهربائي بعض خصائص التفاعل بما في ذلك معدل التفاعل والانتقائية.

### المواد الكتلية
يمكن أن يحدث التحفيز الكهربائي على سطح بعض المواد الكتلية، مثل معدن البلاتين. تم استخدام الأسطح المعدنية الكتلية من الذهب لتحلل الميثانول لإنتاج الهيدروجين. يتم إجراء التحليل الكهربائي للماء بشكل تقليدي في أقطاب معدنية خاملة مثل البلاتين أو الإيريديوم. يمكن ضبط نشاط المحفز الكهربي عن طريق تعديل كيميائي، مثل خلط معدنين أو أكثر في سبيكة. ويرجع ذلك إلى التغير في البنية الإلكترونية للسبيكة ، وخاصة في النطاق الإلكتروني d الذي يعتبر المسؤول عن الخواص التحفيزية للمعادن النبيلة.

### المواد النانوية

#### الجسيمات النانوية
لقد ثبت أن مجموعة متنوعة من مواد الجسيمات النانوية تعزز التفاعلات الكهروكيميائية المختلفة،  على الرغم من أنه لم يتم تسويق أي منها. يمكن ضبط هذه المحفزات يبعا لحجمها وشكلها، بالإضافة إلى ضغطها السطحي.

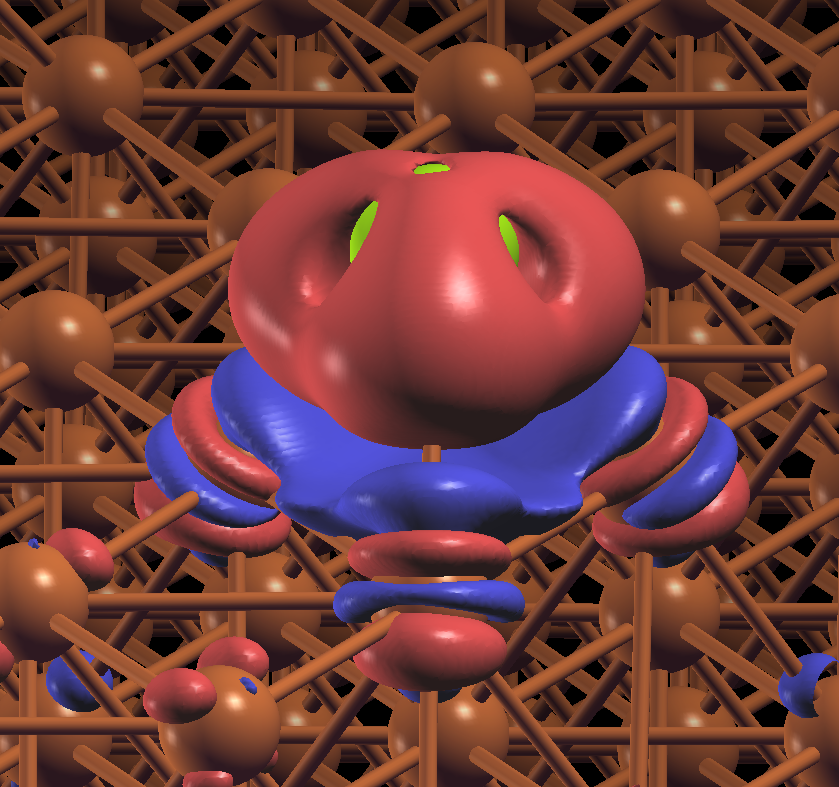
فرق الكثافة الإلكترونية لذرة الكلور Cl الممتزة على سطح Cu(111) الذي تم الحصول عليه حسابيا من خلال محاكاة DFT.

يمكن أيضا تحقيق معدلات تفاعل أعلى من خلال التحكم الدقيق في ترتيب الذرات السطحية: في الواقع، في الأنظمة النانوية، يكون عدد مواقع التفاعل المتاحة أكثر من مساحة السطح المكشوفة في تقدير نشاط التحفيز الكهربائي. المواقع هي المواضع التي يمكن أن يحدث فيها التفاعل؛ يعتمد حدوث تفاعل في موقع معين على التركيب الإلكتروني للمحفز، والذي يحدد طاقة الامتزاز للمواد المتفاعلة بالإضافة إلى العديد من المتغيرات الأخرى التي لم يتم توضيحها بالكامل حتى الآن.
وفقًا لنموذج TSK ، يمكن تصنيف ذرات سطح المحفز إلى ذرات مدرجة أو سلمية أو ملتوية وفقًا لموقعها، وتتميز كل منها برقم تنسيق مختلف. من حيث المبدأ، تميل الذرات ذات رقم التنسيق الأقل (وجود اختلالات في البنية والعيوب) إلى أن تكون أكثر تفاعلية، وبالتالي تمتز المواد المتفاعلة بسهولة أكبر: قد يؤدي هذا إلى تعزيز الحركية ولكن قد يؤدي أيضًا إلى خفضها إذا لم تكن الأنواع الممتزة هي المادة المتفاعلة، وبالتالي تعمل على تعطيل المحفز. إن التقدم في تكنولوجيا النانو يجعل من الممكن إجراء هندسة سطحية للمحفز بحيث تتعرض بعض المستويات البلورية المرغوبة فقط للمواد المتفاعلة، مما يزيد من عدد مواقع التفاعل الفعالة للتفاعل المطلوب.
حتى الآن، لا يمكن صياغة آلية الاعتماد على سطح المحفز بشكل عام نظرًا لأن كل تأثير سطحي يكون بشدة محددًا بخاصية التفاعل. تم اقتراح بعض تصنيفات التفاعلات بناءً على اعتمادها السطحي  ولكن لا يزال هناك العديد من الاستثناءات التي لا تدخل في هذه التصنيفات.

##### تأثير حجم الجسيمات

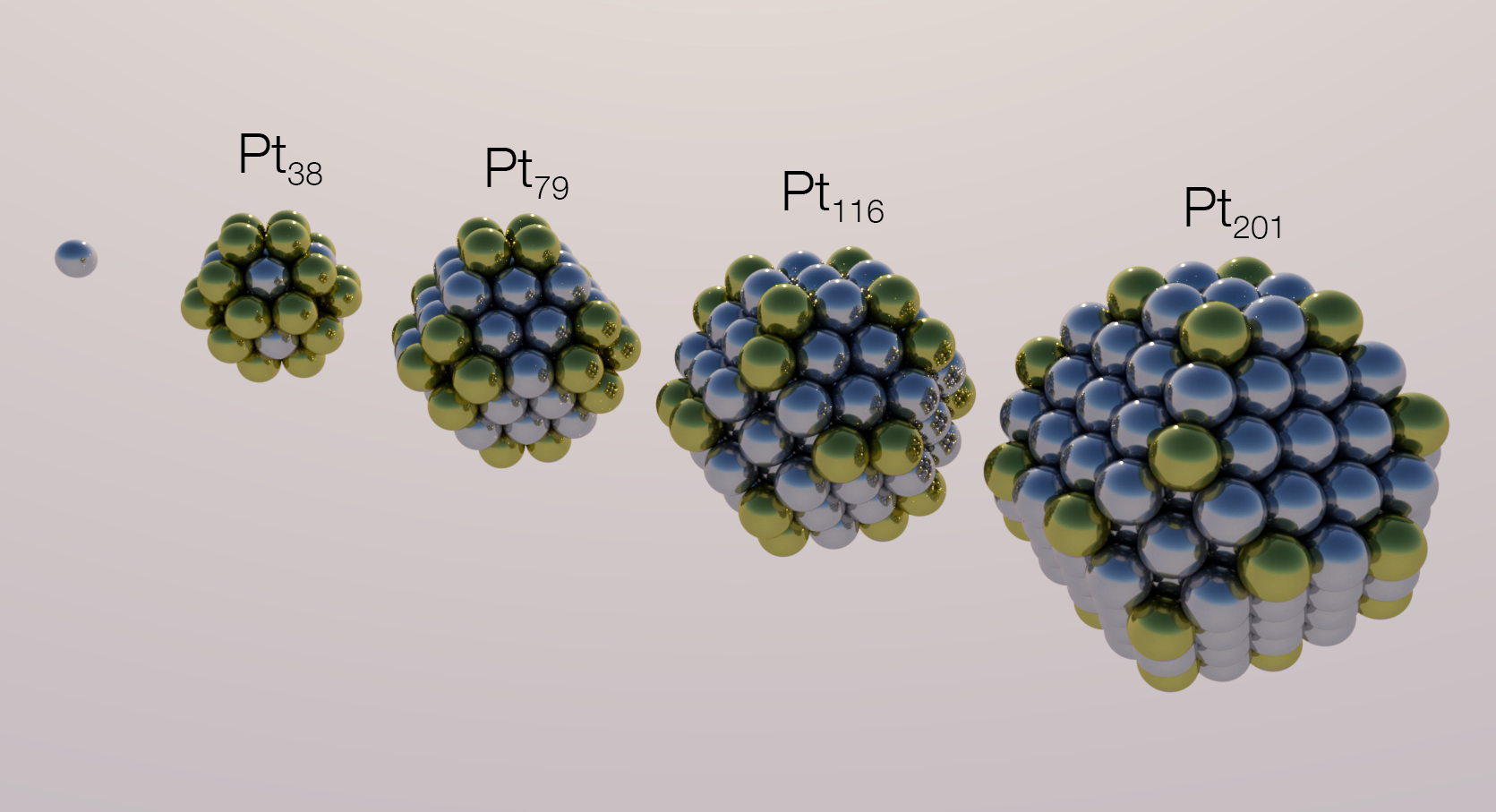
مثال على تأثير حجم الجسيم: يعتمد عدد مواقع التفاعل بأنواعها المختلفة على حجم الجسيم. في نموذج الجسيمات النانوية الأربعة FCC هذا، يكون موقع العقد بين المسنويين البلوريين (111) و(100) مستوى (رقم التنسيق 6، ممثلًا بكرات ذهبية اللون) هو 24 لجميع الجسيمات النانوية الأربعة المختلفة، بينما يختلف عدد المواقع السطحية الأخرى.

أدى الاهتمام بتخفيض تكاليف المحفز للعمليات الكهروكيميائية قدر الإمكان إلى استخدام مساحيق المحفز الدقيقة حيث أن مساحة السطح المحددة تزداد مع تصغير حجم الجسيمات. على سبيل المثال، يعتمد تصميم خلايا الوقود والمحللات الكهربائية الأكثر شيوعًا على غشاء بوليمري مشحون في جسيمات البلاتين النانوية كمحفز كهربائي (فيما يسمى بالبلاتين الأسود ).
على الرغم من أن نسبة مساحة السطح إلى حجم الجسيمات تعتبر بشكل شائع هي المعلمة الرئيسية التي تربط حجم المحفز الكهربائي بنشاطه، إلا أنه لفهم تأثير حجم الجسيمات، يجب أخذ العديد من الظواهر الأخرى في الاعتبار:
- شكل التوازن : لأي حجم معين من الجسيمات النانوية، هناك شكل توازن معين يحدد بالضبط مستوياتها البلورية
- العدد النسبي لمواقع التفاعل : يتوافق حجم الجسيمات النانوية مع عدد معين من الذرات السطحية وبعضها فقط يستضيف موقع التفاعل
- البنية الإلكترونية : تحت حجم معين تتغير وظيفة عمل الجسيمات النانوية وتتلاشى بنية نطاقها النشط
- العيوب : الشبكة البلورية للجسيمات النانوية الصغيرة تكون مثالية؛ وبالتالي، فإن التفاعلات المعززة بالعيوب حيث تتباطأ مواقع التفاعل مع انخفاض حجم الجسيمات
- الاستقرار : تميل الجسيمات النانوية الصغيرة إلى فقدان كتلتها بسبب انتشار ذراتها نحو جزيئات أكبر، وفقًا لظاهرة نضج أوستفالد .
- عوامل التغطية : من أجل تثبيت الجسيمات النانوية، من الضروري وجود طبقة تغطية، وبالتالي فإن جزءًا من سطحها يكون غير متاح للمواد المتفاعلة
- الدعم : غالبًا ما يتم تثبيت الجسيمات النانوية على دعامة من أجل البقاء في مكانها، وبالتالي لا يكون جزء من سطحها متاحًا للمواد المتفاعلة.

#### المواد المعتمدة على الكربون
يمكن استخدام أنابيب الكربون النانوية والمواد المعتمدة على الجرافين كمحفزات كهربائية. إن الأسطح الكربونية للجرافين وأنابيب الكربون النانوية مناسبة تمامًا لامتصاص العديد من الأنواع الكيميائية، والتي يمكن أن تعزز تفاعلات تحفيزية كهربائية معينة. بالإضافة إلى ذلك، فإن موصليتها تعني أنها مواد إلكترودات (أقطاب كهربية) جيدة. تتمتع الأنابيب النانوية الكربونية بمساحة سطحية عالية جدًا، مما يزيد من المواقع السطحية التي يمكن أن تحدث فيها التحولات الكهروكيميائية. يمكن أن يعمل الجرافين أيضًا كمنصة لبناء المركبات باستخدام أنواع أخرى من المواد النانوية مثل المحفزات ذات الذرة الواحدة. بسبب موصليتها، يمكن للمواد المعتمدة على الكربون أن تحل محل الأقطاب الكهربائية المعدنية لإجراء التحفيز الكهربائي الخالي من المعادن.

#### مواد الإطار
يمكن استخدام الأطر المعدنية العضوية (MOFs) ، وخاصة الأطر الموصلة، كمحفزات كهربائية لعمليات مثل تقليل ثاني أكسيد الكربون وانشطار الماء . توفر الأطر العضوية المعدنية مواقع نشطة محتملة في كل من المراكز المعدنية ومواقع الروابط العضوية. ويمكن أيضًا تشغيلها أو تغليف بمواد أخرى مثل الجسيمات النانوية. ويمكن أيضًا دمج الأطر العضوية المعدنية مع مواد قائمة على الكربون لتكوين محفزات كهربائية. يمكن أيضًا استخدام الأطر العضوية التساهمية (COFs) ، خاصة تلك التي تحتوي على معادن، كمحفزات كهربائية. أظهرت COFs المبنية من بورفيرينات الكوبالت القدرة على تقليل ثاني أكسيد الكربون إلى أول أكسيد الكربون.
ومع ذلك، فمن المعروف أن العديد من الأطر العضوية المعدنية يكون غير مستقر في الظروف الكيميائية والكهروكيميائية، مما يجعل من الصعب معرفة ما إذا كانت الأطر العضوية المعدنية هي في الواقع محفزات أم محفزات مبدئية . تحتاج المواقع النشطة الحقيقية للأطر العضوية المعدنية إلى دراسة وتحليل شامل أثناء التحفيز الكهربائي.

## بحث حول التحفيز الكهربائي

### انقسام الماء / إنتاج الهيدروجين

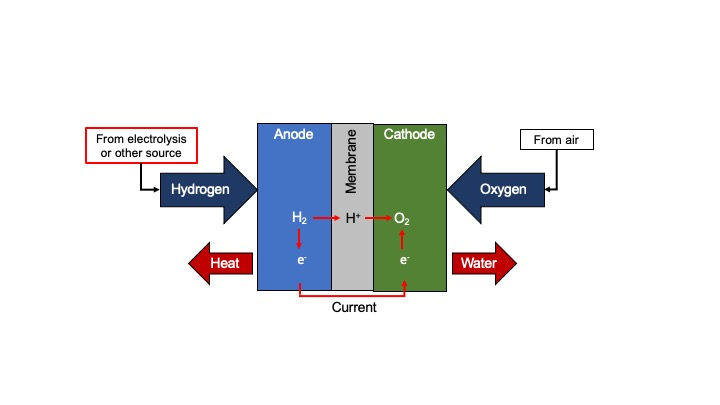
رسم تخطيطي لخلية وقود الهيدروجين. لتزويد الهيدروجين، يتم استخدام تقسيم الماء بالتحفيز الكهربائي بشكل شائع.

ويمكن الجمع بين الهيدروجين والأكسجين من خلال استخدام خلية الوقود. في هذه العملية، يتم تقسيم التفاعل إلى نصفين من التفاعلات التي تحدث عند أقطاب كهربائية منفصلة. في هذه الحالة يتم تحويل طاقة التفاعل مباشرة إلى كهرباء. يمكن الحصول على طاقة مفيدة من الحرارة لهذا التفاعل من خلال محرك احتراق داخلي بكفاءة عليا تصل إلى 60% (عند نسبة ضغط 10 ونسبة حرارة نوعية 1.4) بناءً على دورة أوتو في الديناميكية الحرارية. ومن الممكن أيضًا دمج الهيدروجين والأكسجين من خلال آلية الأكسدة والاختزال كما في حالة خلية الوقود . في هذه العملية، يتم تقسيم التفاعل إلى نصفين من التفاعلات التي تحدث عند أقطاب كهربائية منفصلة. في هذه الحالة يتم تحويل طاقة التفاعل مباشرة إلى كهرباء.
تعرّف إمكانات التخفيض القياسية للهيدروجين على أنها 0V (فولت صفر) ، ويشار إليها كثيرًا باسم قطب الهيدروجين القياسي (SHE).
| نصف تفاعل                   | جهد (كمون) الأختزال Eored (V) |
| --------------------------- | ----------------------------- |
| 2H + + 2e − → H 2 (ز)       | ≡ 0                           |
| O2(g) + 4H+ + 4e− → 2H2O(l) | +1.23                         |

يمكن تعزيز تفاعل انتاج الهيدروجين HER  بواسطة العديد من المحفزات.

### إختزال ثاني أكسيد الكربون
لا يتم استخدام التحفيز الكهربائي لاختزال ثاني أكسيد الكربون تجاريًا ولكنه يظل موضوعًا للبحث. إن تحويل ثاني أكسيد الكربون إلى منتجات قابلة للاستخدام يشكل وسيلة محتملة لمكافحة تغير المناخ . يمكن أن تعمل المحفزات الكهربائية على تعزيز اختزال ثاني أكسيد الكربون إلى ميثانول وغيره من الوقود والمواد الكيميائية المفيدة. إن منتجات اختزال ثاني أكسيد الكربون الأكثر قيمة هي تلك التي تحتوي على محتوى طاقة أعلى، مما يعني أنه يمكن إعادة استخدامها كوقود. وبذلك يركز تطوير المحفز على إنتاج منتجات مثل الميثان والميثانول. تم استخدام محفزات متجانسة، مثل الإنزيمات  ومعقدات التنسيق الاصطناعية  لهذا الغرض. تمت أيضًا دراسة مجموعة متنوعة من المواد النانوية لتقليل ثاني أكسيد الكربون، بما في ذلك المواد المعتمدة على الكربون والمواد الهيكلية.

### خلايا الوقود التي تعمل بالإيثانول
يمكن أن تتحلل المحاليل المائية للميثانول إلى غاز هيدروجين ثاني أكسيد الكربون وماء. على الرغم من أن هذه العملية مفضلة من الناحية الديناميكية الحرارية، إلا أن حاجز التنشيط مرتفع للغاية، لذلك لا يتم ملاحظة هذا التفاعل عادةً في الممارسة العملية. ومع ذلك، يمكن للمحفزات الكهربائية تسريع هذا التفاعل بشكل كبير، مما يجعل الميثانول طريقًا محتملاً لتخزين الهيدروجين لخلايا الوقود. لقد ثبت أن المحفزات الكهربائية مثل الذهب والبلاتين والمواد المختلفة المعتمدة على الكربون تحفز هذه العملية بشكل فعال. يمكن لمحفز كهربائي من البلاتين والروديوم على جسيمات نانوية من ثاني أكسيد القصدير المدعومة بالكربون أن يكسر روابط الكربون في درجة حرارة الغرفة مع ثاني أكسيد الكربون فقط كمنتج ثانوي، بحيث يمكن أكسدة الإيثانول إلى أيونات الهيدروجين والإلكترونات الضرورية اللازمة لتوليد الكهرباء.

### التوليف الكيميائي
تُستخدم المحفزات الكهربائية لتعزيز بعض التفاعلات الكيميائية للحصول على منتجات اصطناعية. أظهر الجرافين و أكاسيد الجرافين نتائج واعدة كمواد تحفيزية كهربية للتوليف. تتمتع طرق التحفيز الكهربائي أيضًا بإمكانية تصنيع البوليمر. يمكن إجراء تفاعلات تخليق التحفيز الكهربائي تحت ظروف تيار ثابت، أو جهد ثابت، أو جهد خلية ثابت، حسب حجم التفاعل والغرض منه.

### عمليات الأكسدة المتقدمة في معالجة المياه
تتطلب أنظمة معالجة المياه في كثير من الأحيان تحلل المركبات الخطرة. يُطلق على عمليات المعالجة هذه اسم عمليات الأكسدة المتقدمة ، وهي أساسية في تدمير المنتجات الثانوية الناتجة عن التطهير والمبيدات الحشرية والمركبات الخطرة الأخرى. هناك جهد ناشئ لتمكين هذه العمليات من تدمير المركبات الأكثر عنادًا، وخاصة PFAS 

## للقراءة الإضافية
- Valenti، G.؛ Boni، A.؛ Melchionna، M.؛ Cargnello، M.؛ Nasi، L.؛ Bertoli، G.؛ Gorte، R. J.؛ Marcaccio، M.؛ Rapino، S. (2016). "Co-axial heterostructures integrating palladium/titanium dioxide with carbon nanotubes for efficient electrocatalytic hydrogen evolution". Nature Communications. ج. 7: 13549. Bibcode:2016NatCo...713549V. DOI:10.1038/ncomms13549. PMC:5159813. PMID:27941752.

## أنظر أيضا
- الكيمياء الكهربائية
- التحفيز
- التحليل الكهربائي للماء
- تفاعل انتاج الهيدروجين